# بینوئسا
بینوئسا (به اسپانیایی: Vinuesa) یک شهرداری و دهستان در اسپانیا است که در سریا واقع شده‌است.

## خصوصیات
بینوئسا ۱۴۲ کیلومترمربع مساحت و ۱٬۰۳۱ نفر جمعیت دارد.